# Mariany Północne na Mistrzostwach Świata w Lekkoatletyce 2019
Mariany Północne na Mistrzostwach Świata w Lekkoatletyce 2019 – reprezentacja Marianów Północnych podczas mistrzostw świata w Doha liczyła tylko jedną zawodniczkę, sprinterkę Zarinae Sapong.

## Skład reprezentacji

### Kobiety
| Zawodniczka    | Konkurencja   | Eliminacje | Eliminacje | Półfinał | Półfinał | Finał | Finał   |
| Zawodniczka    | Konkurencja   | Wynik      | Pozycja    | Wynik    | Pozycja  | Wynik | Pozycja |
| -------------- | ------------- | ---------- | ---------- | -------- | -------- | ----- | ------- |
| Zarinae Sapong | Bieg na 100 m | 13,14 s    | 47.        | NQ       | NQ       | NQ    | NQ      |